# سومرست وارد
سومرست وارد (انگلیسی: Somerset Ward) یا بخش چهارده یک بخش شهرداری در اتاوا، انتاریو، کانادا است.